# Benelux Cup
La Benelux cup (Benelux-beker in olandese), conosciuta anche come Coppa dell'Amicizia (Benelux Friendship Cup in inglese, Vriendschapsbeker in olandese, Coupe de l'Amitié in francese e Freundschaftspokal in tedesco) è stata una competizione per squadre di calcio appartenenti all'area della CECA, la comunità europea del carbone e dell'acciaio.
La prima edizione è stata disputata da sole squadre del Benelux (e da qui il nome Benelux cup), mentre nelle altre due sono state aggiunte anche partecipanti dagli altri paesi della comunità. Nella terza ed ultima edizione è stato invitato il Bellinzona, benché la Svizzera non facesse parte della CECA.
L'idea del torneo è nata dalla federazione lussemburghese per consentire alle squadre del granducato di partecipare ad una competizione più elevata della Division Nationale. Nel 1961 il torneo si è aperto anche agli altri paesi europei divenendo Coppa Piano Karl Rappan ed anni dopo Coppa Intertoto.
Il torneo è stato ufficialmente comunicato il 2 dicembre 1957 durante una riunione a Bruxelles. Il vicepresidente della FLF Dickes ha messo il significato di questo torneo di coppa in linea con i legami politici ed economici che hanno già unito i tre paesi del Benelux. Desiderava inoltre che il torneo fosse esteso ad altri paesi, in particolare Francia e Germania. "Un campionato super nazionale", ha dichiarato Dickes, "offrirà davvero al pubblico qualcosa di nuovo e significherà un nuovo volo per il calcio". Il declino dell'interesse del pubblico potrebbe non essere così evidente in Belgio e nei Paesi Bassi, ma le competizioni di campionato in Lussemburgo attirano, secondo Dickes, "non più di 1000-1500 spettatori".

## Albo d'oro
| Stagione  | Vincitore         | Risultato | Finalista  |
| --------- | ----------------- | --------- | ---------- |
| 1957-1958 | Feyenoord         | 6–0       | Anderlecht |
| 1958-1959 | Feyenoord         | 4–2       | Sedan      |
| 1959-1961 | Lanerossi Vicenza | 2–1       | PSV        |

## Squadre partecipanti
| Nazione        | Squadre              | Edizioni                          |
| -------------- | -------------------- | --------------------------------- |
| Paesi Bassi    | Feyenoord            | 1957-1958 · 1958-1959 · 1959-1961 |
| Paesi Bassi    | PSV                  | 1957-1958 · 1958-1959 · 1959-1961 |
| Belgio         | Beerschot            | 1957-1958 · 1958-1959             |
| Belgio         | Anderlecht           | 1957-1958 · 1958-1959             |
| Belgio         | Olympic Charleroi    | 1959-1961                         |
| Belgio         | Daring Bruxelles     | 1959-1961                         |
| Lussemburgo    | Spora Luxembourg     | 1957-1958 · 1958-1959 · 1959-1961 |
| Lussemburgo    | Jeunesse Esch        | 1958-1959 · 1959-1961             |
| Lussemburgo    | Red Boys Differdange | 1957-1958                         |
| Germania Ovest | Colonia              | 1958-1959                         |
| Germania Ovest | Fortuna Düsseldorf   | 1958-1959                         |
| Germania Ovest | Viktoria Colonia     | 1959-1961                         |
| Francia        | Sedan                | 1958-1959 · 1959-1961             |
| Francia        | RC France            | 1958-1959                         |
| Francia        | Metz                 | 1959-1961                         |
| Francia        | Stade Français       | 1959-1961                         |
| Italia         | Lanerossi Vicenza    | 1959-1961                         |
| Svizzera       | Bellinzona           | 1959-1961                         |